# 萨哈林-哈巴罗夫斯克-符拉迪沃斯托克天然气管道
萨哈林-哈巴罗夫斯克-符拉迪沃斯托克天然气管道是俄罗斯远东地区的一条天然气输送管道，目的是将萨哈林（库页岛）上的天然气输送到滨海边疆区，再出口到其他远东国家。該管道在2011年9月8日開通，由俄羅斯天然氣工業股份公司(Gazprom)營運。

## 历史
俄罗斯联邦能源部于2007年9月通过《东西伯利亚及远东天然气开发项目》计划，以取代當地較昂貴的煤炭和石油，作為發電和燃氣原料。俄罗斯天然气工业股份公司（俄气）董事会于2008年7月23日的会议上批准了该计划中的天然气管道工程部分，并同意购买其中萨哈林-共青城-哈巴罗夫斯克（伯力）一段长度为445-（277-英里）、由俄罗斯石油公司原先下属的Daltransgaz公司负责铺设的一期工程管道。管道的设计和勘探工作于2008年11月完成，动工文件编制于2009年4月提交。工程动工仪式于2009年7月31日在哈巴罗夫斯克举行。俄罗斯总理普京出席了动工仪式。油气管道在2011年9月8日开通，普京也出席了在符拉迪沃斯托克（海参崴）的俄罗斯岛上举行的开幕式。

## 线路规划
1,830-（1,140-英里）长的萨哈林-哈巴罗夫斯克-符拉迪沃斯托克输气管道系统由两段组成。其中的伯力-海参崴段预计于2011年完成，届时它将与已完成的萨哈林-共青城-哈巴罗夫斯克线一期工程（陆上部分）相接成1,350-（840-英里）的管道系统，负责俄气在远东北部天然气田的对外输送任务，最后再接入库页岛。本线路在哈巴罗夫斯克还将与计划中的雅库特-伯力-海参崴油气管道相接。
在本管道线路修建的同时，俄滨海边疆区正兴建一座大型液化天然气（LNG）工厂（产品将主要出口日本）和一个石化公司。 从海参崴到日本和韩国的海底油气管道也在计划中。朝鮮總書記金正日在2011年8月訪問俄羅斯聯邦時，曾經與俄羅斯聯邦官員討論興建自東西伯利亞經朝鮮到韓國輸氣管道有關事宜。俄羅斯聯邦外長拉夫羅夫(Sergey Lavrov)稱建議管道有助滿足朝鮮能源需求和為朝鮮帶來過路費收入，強化東亞地區安全。

## 技术资料
在第一阶段，本管道线路的输送能力为每年80亿立方米；以后将提升至每年300~365亿立方米，其中80亿立方米来自库页岛。工程预计将耗资210～240亿美元。

## 气源
本管道原计划以“萨哈林3号”（Sakhalin-III）天然气项目开发的气田为主气源，以“萨哈林2号”（Sakhalin-II）气田为副气源。但由于“萨哈林3号”开发推迟，最终可能以艾克森美孚主导开发的“萨哈林1号”（Sakhalin-I）气田为主气源，但到目前为止双方并未签订合同。

## 开发商
本管道工程由俄罗斯天然气工业股份公司下属的俄气东方投资公司（Gazprom Invest Vostok）负责建设。